# Stichillus subsinuosus
Stichillus subsinuosus är en tvåvingeart som beskrevs av Rudolf Beyer 1958. Stichillus subsinuosus ingår i släktet Stichillus och familjen puckelflugor.
Artens utbredningsområde är Myanmar. Inga underarter finns listade i Catalogue of Life.